# Placopsis fusciduloides
Placopsis fusciduloides är en lavart som beskrevs av D. J. Galloway. Placopsis fusciduloides ingår i släktet Placopsis och familjen Trapeliaceae.   Inga underarter finns listade i Catalogue of Life.